# Parapodisma caelestis
Parapodisma caelestis is een rechtvleugelig insect uit de familie veldsprinkhanen (Acrididae). De wetenschappelijke naam van deze soort is voor het eerst geldig gepubliceerd in 2001 door Tominaga & Ishikawa.